# 法国军事顾问团
法国军事顾问团，是抗日战争初期法国政府派遣到中华民国的军事顾问团。

## 历史
1938年6月27日，纳粹德国外交部严令在华的全部德籍军事顾问一律停止活动，立即离开中国，否则视为叛国。1938年7月5日，全体德国军事顾问借道香港归国。
当时，法国是公认的欧洲陆军强国。1938年6月10日，驻法大使顾维钧就派遣军事顾问团来华问题与法国政府外交副国务秘书里贝磋商。法国政府陷入两难处境：日本侵华切实损害了法国在华利益；支援中国会导致法属印度支那殖民地招来日本威胁又无军事实力对抗。1938年6月9日，立法院院长孙科从苏联赴法考察，同法国政府商洽中法合作互助问题。孙科建议速派懂军事的时任驻苏大使杨杰赴法协助谈判。杨杰于1938年11月2日抵达法国，开始分头与法国政府外交部、战争部、殖民地部部长蒙岱、殖民军总监比荷尔将军等各部门接洽。1939年1月13日，杨杰与法国总理达拉第进行会谈。法国政府决定1939年初派遣由现役军官组成的军事顾问团来华。中国政府支付总顾问“每年薪俸二十万法郎，住宅、汽车、仆役由中方保障;中法往返路费，由中方供给;合同二年;战事保险费八十万法郎存在法国银行”；上校月薪五百、津贴三百、特别费二百；少校以下军官顾问月薪350元法币、津贴300元法币、特别费150元法币；其中半数以美元支付，半数以法币支付。
1939年2月初，法国军事顾问团一行7人启程赴华，4月到任：
- 总顾问白尔瑞中将（亦译作伯奇、白奇）：法国高级军官训练处主任
- 马年少将
- 副总顾问沙莱上校
- 骆庚少校
- 杜蒙少校
- 何汝克西少校
- 牛乐德上尉

1939年5月法国军事顾问团抵达重庆后，曾观察地形，研究和拟具重庆地区的防空计划。6月起,法国顾问开始分别在陆军大学、中央军校、炮兵学校任教官，后来还安排至航空学校授课。 
1939年9月下旬，法国政府以欧战为由召回法国军事顾问团。1939年10月离华。